# Дини, Пол
Пол Макларан Дини (англ. Paul McClaran Dini; род. 7 августа 1957, Нью-Йорк, США) — американский автор комиксов и сценарист. Также был продюсером и сценаристом нескольких мультсериалов Warner Bros. Animation / DC Comics: «Приключения мультяшек», «Бэтмен», «Супермен», «Бэтмен будущего», «Дак Доджерс» и т. д. Помимо этого был сценаристом таких мультсериалов, как «The Transformers», «Озорные анимашки», «Фриказоид!», «Статический шок».

## Биография
Дини родился 7 августа 1957 года. Окончил Колледж Эмерсона. Живёт в Лос-Анджелесе с женой Мисти Ли.

## Награды
- Пять премий «Эмми» за сценарии к мультсериалам «Приключения мультяшек», «Бэтмен», «Новые приключения Бэтмена / Супермена» и «Бэтмен будущего».
- Премия «Эмми» в составе творческой группы для различных отмеченных наградами программ:
  - Лучшая анимационная программа (1991)[4]
  - Лучшая анимационная программа (1995)
- Премия Айснера и Харви в 1994 году за «The Batman Adventures: Mad Love»; премия Айснера за «Batman Adventures Holiday Special» в 1995 году; премия Харви за «Batman: War on Crime» в 2000 году[5].
- В 2000 году получил награду Гильдии сценаристов США — Animation Writing award, а в 2006 году — вторую награду за драматические сценарии для телевидения в качестве члена команды сценаристов сериала «Остаться в живых».
- Дини является трёхкратным лауреатом премии «Энни» в индустрии анимации, а также семикратным лауреатом премии Айснера в индустрии комиксов и обладателем трёх премий Харви. Дини был номинирован на премию «Comics' Buyer’s Guide Award» в категории «Favorite Writer» в 1999 и 2000 годах.
- В сентябре 2006 года Дини был награждён премией Dragon*Con Julie Award/
- В 2013 году Дини получил награду Inkpot Award[англ.][6].